# Акниет Групп
«Акниет Групп» (Aq Niet Group) – казахстанская группа компаний в сфере ритейла и дистрибуции фармацевтической продукции. Входит в число крупнейших фармацевтических компаний-дистрибьюторов Казахстана.

## История
В 1995 году Марат Оразалиев открыл первую аптеку под брендом «Ақниет» в Шымкенте. В 1996 году была создана компания «Akniet Pharmaceuticals», осуществляющая дистрибуцию лекарственных препаратов и изделий медицинского назначения и парафармации.
В 2006 году был открыт первый фармстор Europharma, а с 2007 года сеть аптек начала расширение по всему Казахстану.
С 2015 года компания является обладателем Единого логотипа «Сделано в Казахстане», которым отмечаются наиболее выдающиеся товаропроизводители Казахстана.
В 2020 году компания купила сеть аптек в районных центрах Arzan Pharm и сеть дисконт-центров Arzan Mart, запущенных в 2016 году по аналогии американскими сетями «7-Eleven» и «Walgreens».
В 2021 году была запущена система продажи лекарств по подписке E-club.

## Структура
Портфель деловых брендов «Акниет Групп» включает сеть фармацевтических супермаркетов Europharma, сеть фармсторов в районных центрах Arzan Pharm, сеть дисконт-центров в районных центрах Arzan Market, дистрибьюторскую компанию Aqniet Pharmaceuticals, сеть магазинов у дома Emart.
В совокупности сеть насчитывает более 270 торговых точек по всему Казахстану.
Также у «Акниет Групп» есть интернет-аптека, собственная служба доставки и бренд продуктов собственного производства Taza.

### Europharma
Сеть фармсторов Europharma работает в Казахстане с 1995 года и в настоящее время включает в себя более 200 аптек и более 1100 сотрудников. Также сеть входит в число крупнейших торговых интернет-площадок Казахстана.
В 2020 году Europharma запустила работу мобильных (передвижных) аптек.
В 2021 году call-центр компании был удостоен премии «ССGuru Awards Хрустальная Гарнитура» в двух номинациях: «Лучший контактный центр (до 100 рабочих мест)» и «Лучшая практика внутреннего взаимодействия с контакт-центром» 

## Собственники и руководство

### Собственники
Учредителем ТОО «Akniet Pharmaceuticals» в 1996 году стал Марат Оразалиев.
До 2017 года основным собственником группы компаний был Динмухамет Идрисов.
С 2017 года единственным владельцем и председателем наблюдательного совета ТОО «Ак-Ниет» является Кайрат Итемгенов.

### Наблюдательный совет
- Итемгенов, Кайрат Шакиртович – Председатель наблюдательного совета

- Берденов, Руслан Арысбекович – Заместитель председателя наблюдательного совета

Члены наблюдательного совета:
- Казым, Ермек Аскарулы

- Жусупов, Досжан Жолдасбекович

- Нургожин, Адиль Ергалиевич

### Руководство
С 2011 по 2018 год генеральным директором компании был Руслан Берденов. Затем он стал заместителем председателя наблюдательного совета компании, генеральным директором был назначен Ержан Ниязалиев, а Нуржан Ниязалиев – главным исполнительным директором, отвечающим за цифровизацию предпринимательства.

## Показатели деятельности

### Финансовые результаты
По результатам 2020 года выручка компании составила 156,6 млрд тенге.
| Год            | 2016 | 2019  | 2020  |
| -------------- | ---- | ----- | ----- |
| Выручка        | 24,1 | 47,98 | 156,6 |
| Чистая прибыль | 1,3  | н/д   | н/д   |

### Рейтинги
На протяжении нескольких лет «Акниет Групп» входит в рейтинг крупнейших частных компаний Казахстана по версии журнала «Forbes Kazakhstan». 
В 2020 году компания вошла в число крупнейших торговых интернет-площадок Казахстана по объёму выручки от онлайн-продаж.
Также входит в число крупнейших налогоплательщиков Казахстана.